# 利古里亚语

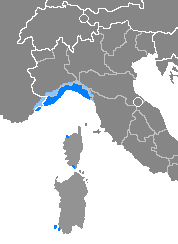

利古里亚语（lìgure），又称热那亚语（zeneise、zeneize），是羅曼語族的其中一種，目前有超過200萬人使用這種語言，其中大部分是在義大利的利古里亚地區。

## 外部連結
- 利古里亚语的Ethnologue report（页面存档备份，存于） （英文）
- ACADÉMIA LIGÙSTICA DO BRÉNNO (利古里亚语)（页面存档备份，存于）
- Zeneize: Grafîa Ofiçiâ (利古里亚语)（页面存档备份，存于）
- A Compagna（页面存档备份，存于） （意大利文）
- GENOVÉS.com.ar - 利古里亚语，利古里亚文学，图像 （西班牙文）